# Bouchette
Bouchette es un municipio canadiense situado en la provincia de Quebec.

## Superficie
Bouchette tiene una superficie de 122,09 km².

## Demografía
En 2021, tenía 695 habitantes, una densidad poblacional de 5,7 hab./km², y 629 viviendas.